# Ernesto Romeo
Ernesto Romeo (fl. XX secolo) è stato un calciatore italiano, di ruolo difensore.

## Carriera
Con la Fiorentina gioca 27 partite nei campionati di Prima Divisione 1926-1927 e 1927-1928, e 13 gare in massima serie nella stagione 1928-1929. 